# 弁天山 (桜川市・石岡市)
弁天山（べんてんやま）は、茨城県桜川市と石岡市との境に位置する標高414.11mの山である。北から御嶽山、雨引山、燕山、加波山、丸山、足尾山、きのこ山、弁天山、筑波山の順に連なる筑波連山北部の山の一つである。山頂には四等三角点『弁天山』（重点整備点でない ）がある。
山中には、山名の由来となった弁才天の祠を祀る弁天岩がある。